# جوزيف مكنمارا (سياسي)
جوزيف مكنمارا هو سياسي كندي، ولد في 19 يونيو 1888 في برستون في المملكة المتحدة. انتخب عضو برلمان مقاطعة أونتاريو.